# Balago
Balago és un grup català de música experimental procedents de la Garriga. Fins al 2020 va presenterar set àlbums, amb música electrònica afectada del dark ambient i música del cinema. El 2020 Balago està format per David Crespo, alma mater del projecte, i Guim Serradesanferm.

## Trajectòria
El grup es va formar l'any 1998, i l'any 2001 van signar amb el segell discogràfic Foehn Records. El mateix any va produir el seu primer àlbum, sota el títol Erm i amb música composta per David Crespo i Jordi Soldevila. El propòsit va de seguir l'aspecte abstracte de la música.
El 2004 va presentar El segon pis, amb sampleig com component essencial del concepte. D'aquii (2008) va en pràctica un àlbum solitari de Crespo, amb sentiments i tragèdia com temes. Dos anys més tard va llançar Extractes d'un diari, un disc més extravertit.
Després de Darder el 2013, un disc amb estil rítmic, va tardar fins al 2018 per l'àlbum següent, El demà. La tardor de 2020 va presentar Els altres, on la música està distribuïda a tres grans melodies.
Els últims anys el grup va ser constituït per Crespo amb Guim Serradesanferm. Per la crítica especialitzada Balago és considerat com a referents de l'electrònica de l'avantguardisme català.

## Discografia
- Erm (CD, Foehn Records, 2001)
- El segon pis (CD, Foehn Records, 2004)
- D'aquii (CD, Foehn Records, 2008)
- Extractes d'un diari (CD, Foehn Records, 2010)
- Darder (CD/LP, Foehn Records, 2013)
- El demà (CD/LP, Foehn Records, 2018)
- Els altres (digital/doble LP, Foehn Records, 2020)